# 弗朗茨·冯·施图克
弗兰茨·冯·施图克（1863年2月23日—1928年8月30日），又译弗朗茨·冯·斯托克，是德国画家、雕塑家、版画家和建筑师。

## 生平
出生于帕绍附近泰滕韦斯的一个天主教农民家庭，从小就对素描和諷刺畫产生了浓厚兴趣，8岁时被父母送到慕尼黑。1881年至1885年在慕尼黑美术学院就读。1889年，他的成名作《乐园卫士》在慕尼黑玻璃宫展出，并获得了金奖。

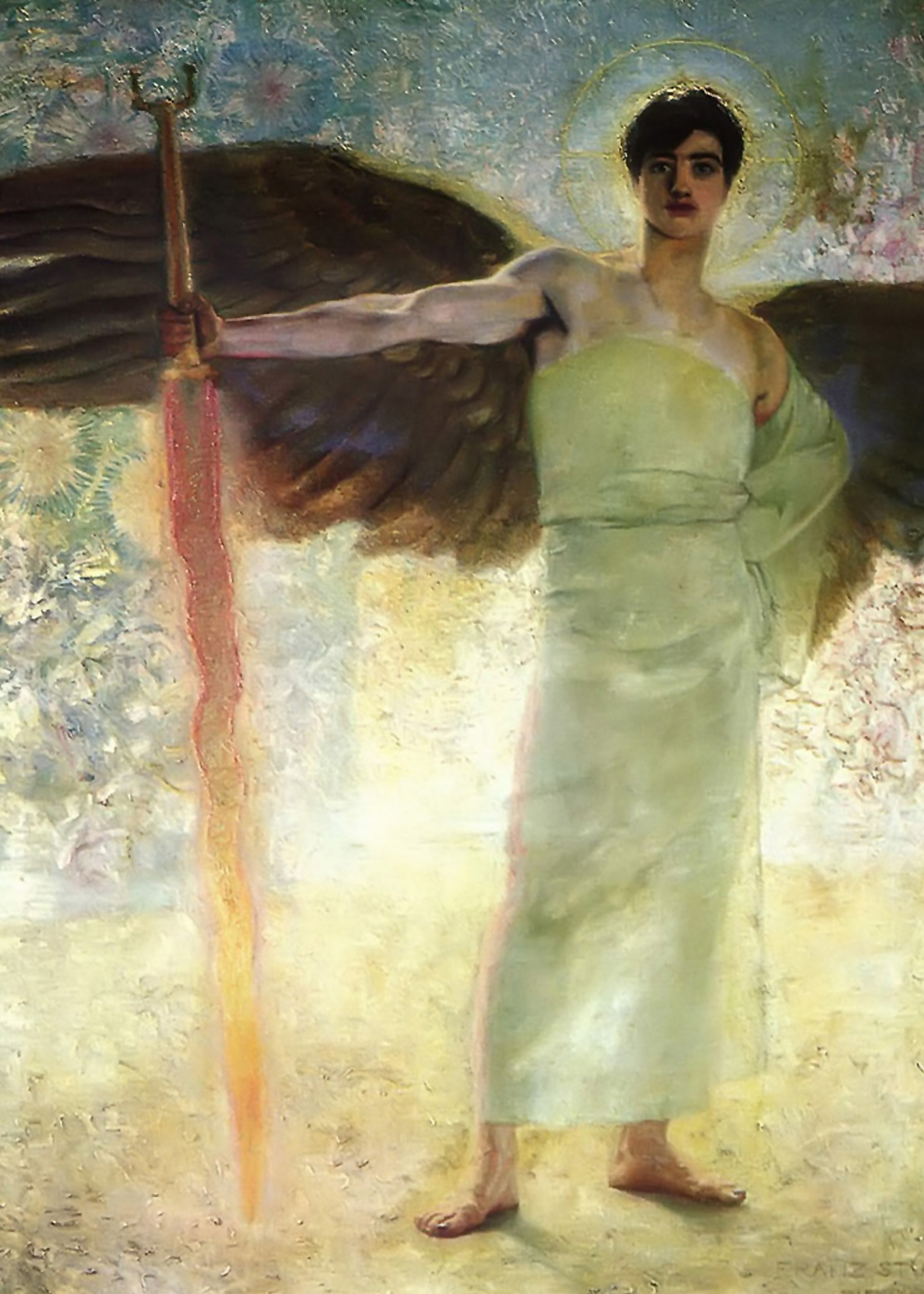
《乐园卫士》（Der Wächter des Paradieses）

1892年，他是慕尼黑分离派的创始人之一。1893年，他的一幅画作在芝加哥哥伦布纪念博览会上获得金奖。从1895年起，他开始担任慕尼黑美术学院教授，教过瓦西里·康定斯基、弗兰茨·马尔克、约瑟夫·亚伯斯和米莱娜·帕夫洛维奇-巴里利等学生。
1897年，他与美国寡妇玛丽结婚，在慕尼黑开办了自己的工作室。在1900年世界博览会上，他又获得了一次金奖。
1903年，他是德国艺术家协会的创始成员之一。
1905年，他被授予巴伐利亚贵族称号。1928年8月30日在慕尼黑逝世，享年65岁。

## 风格
19世纪末正值新艺术运动兴起的时候，包括施图克在内的艺术家开始重新挖掘古籍圣典中的故事素材，创作了很多以希腊罗马神话和圣经故事为题材的作品，例如《罪恶》、《莎乐美》和《路西法》等。

## 遗产
1897年的画作《亚马逊战斗》（Kämpfende Amazone）装饰在赫尔曼·戈林的私人宅邸卡琳宫中。
1968年，他的故居施图克别墅正式对公众开放，1992年成为慕尼黑市属博物馆。

## 评价
卡尔·荣格曾评价他：
...弗朗茨·冯·施图克的画作名中常带有“恶”、“罪”、“欲”等字眼。焦虑和欲望的混合体在淫乱肉欲的画作中（指裸体画）得到了完美的体现...

## 画集

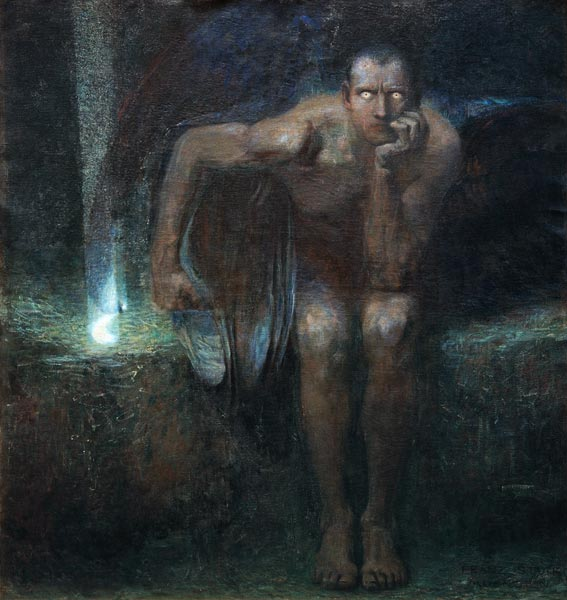
路西法（Luzifer），1890年，國立外國美術館
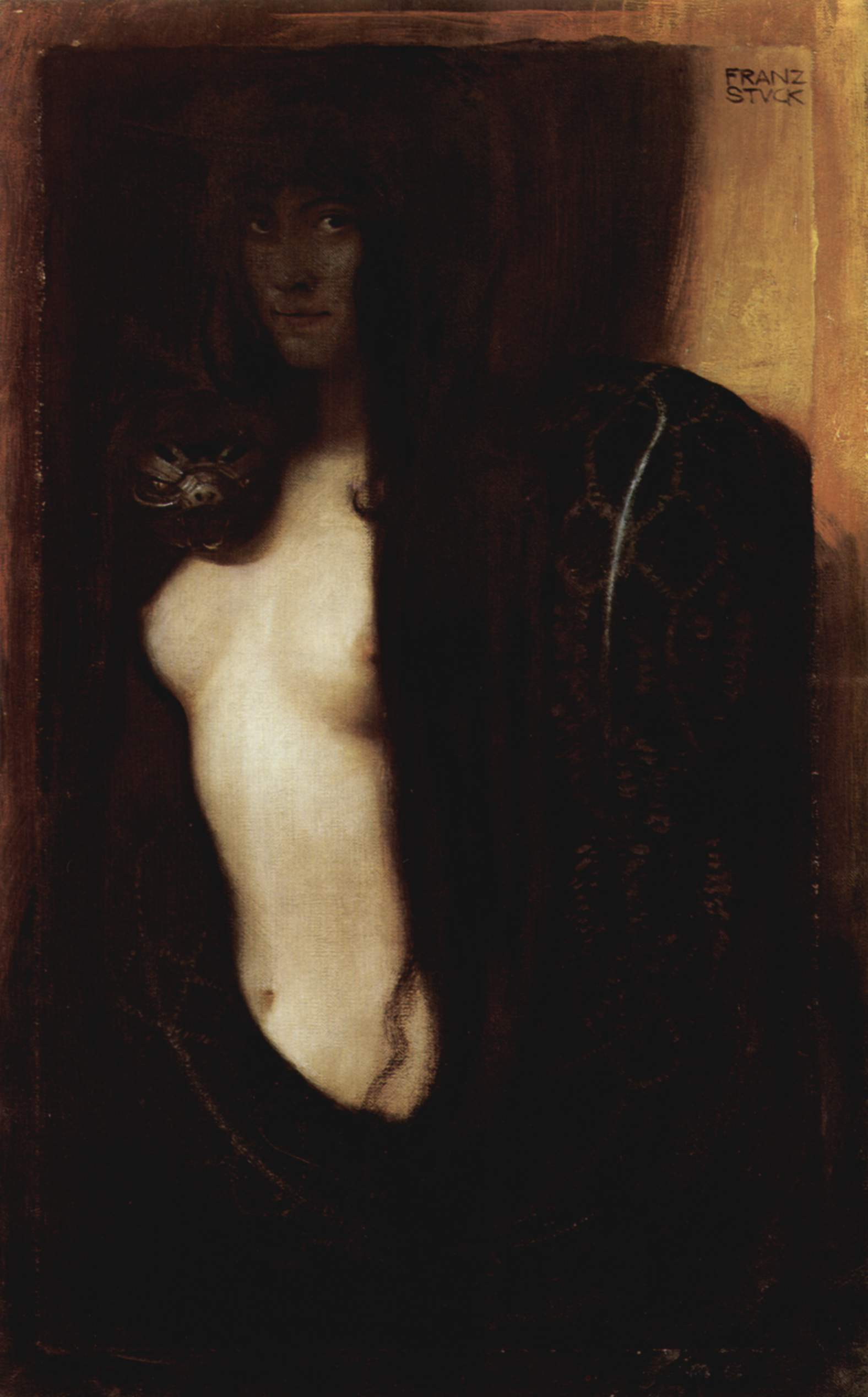
罪恶（Die Sünde），1893年，慕尼黑新绘画陈列馆
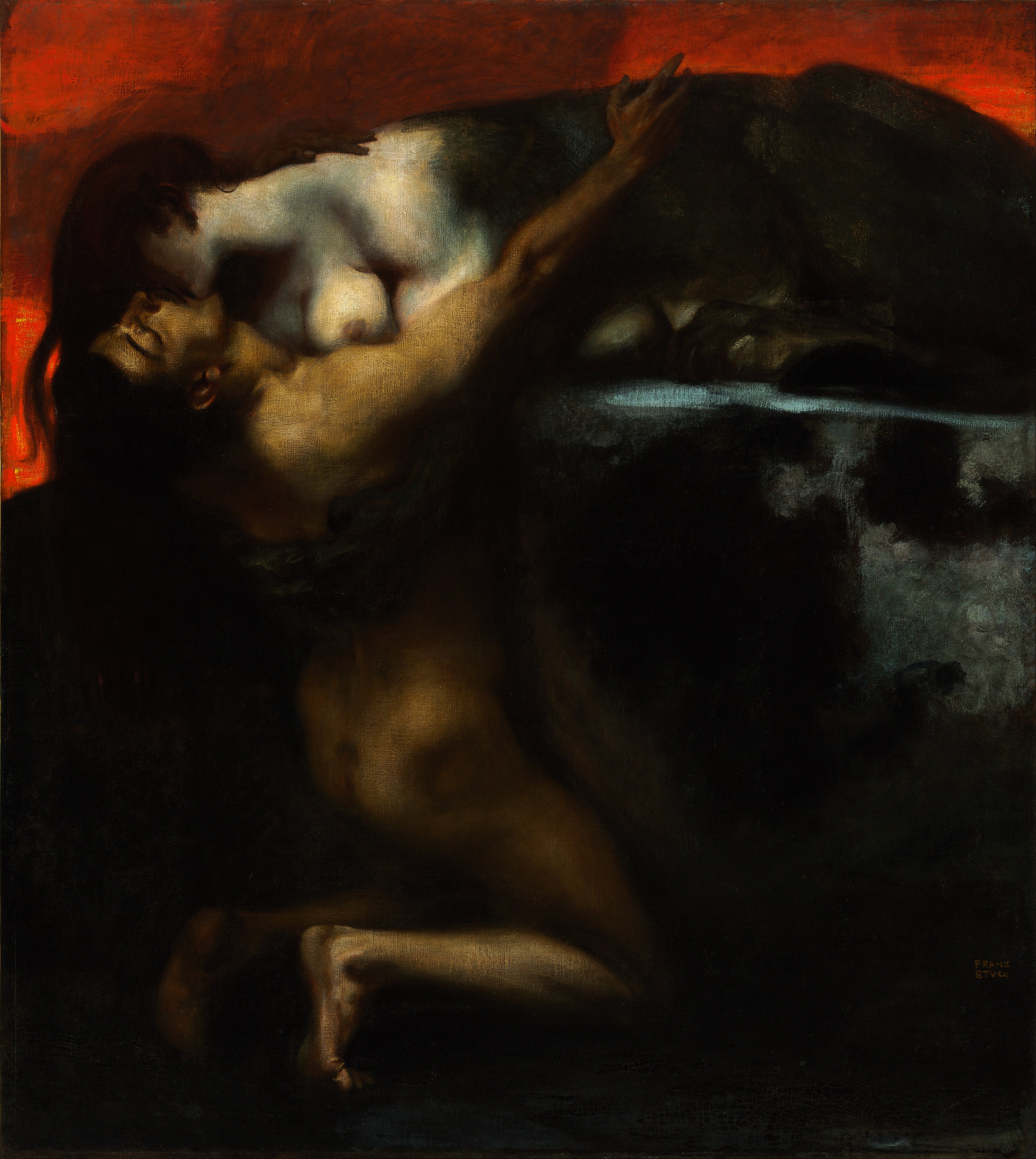
斯芬克斯之吻，1895年，布达佩斯美术博物馆
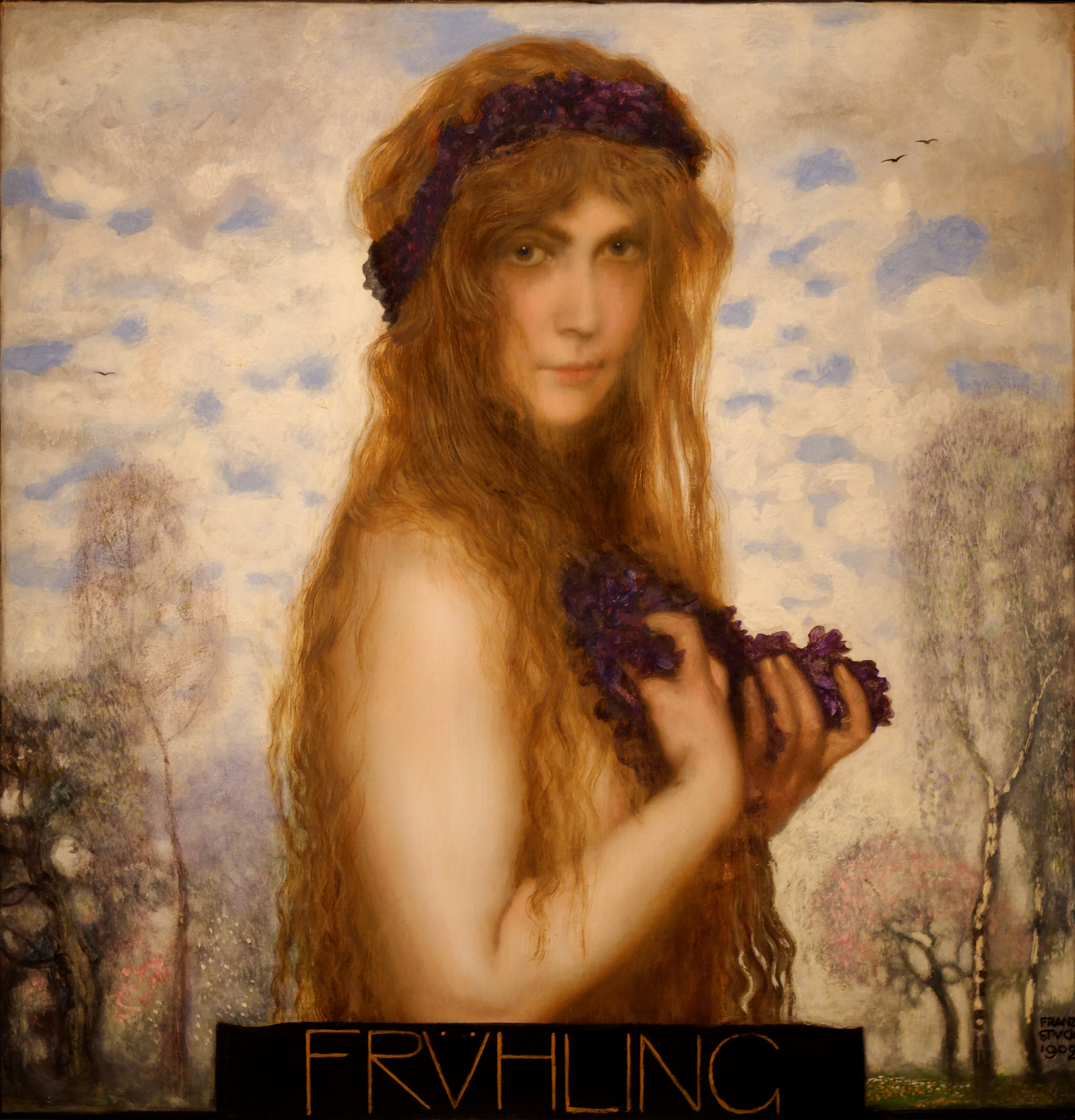
春天，1902年，布达佩斯美术博物馆
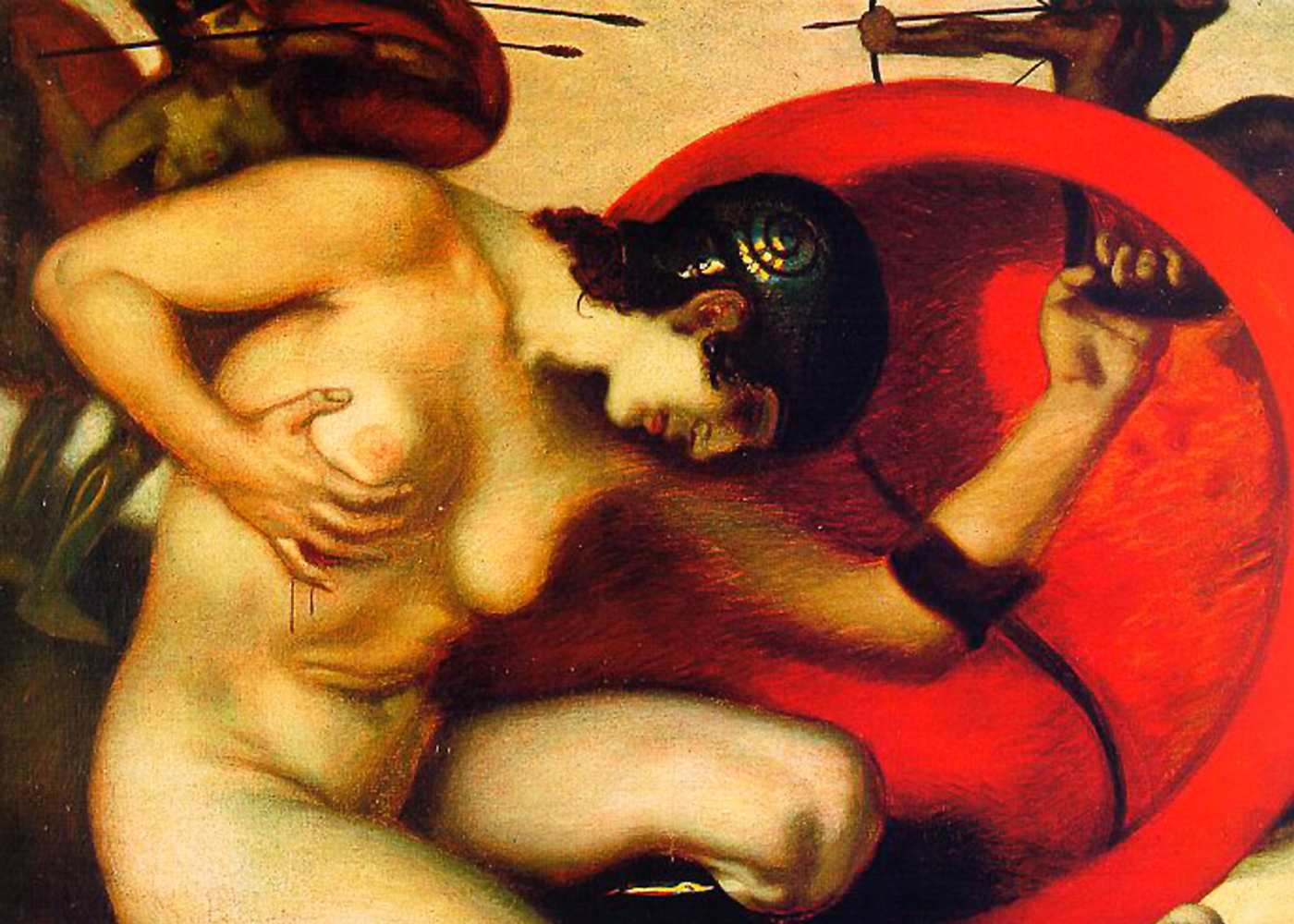
受伤的亚马逊（Reitende Amazone），1903年，阿姆斯特丹梵高博物馆
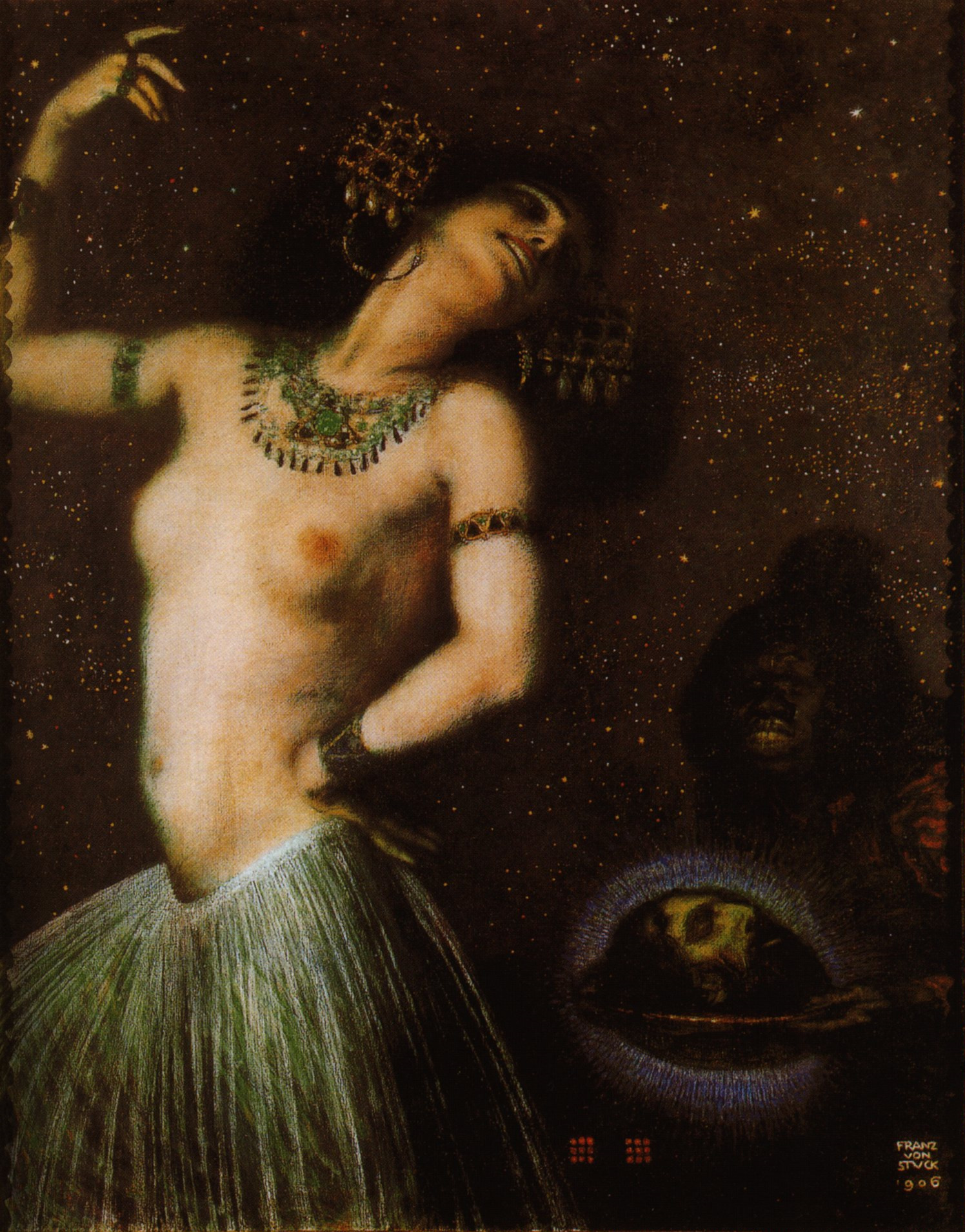
莎乐美（Salome），1906年，伦巴赫美术馆

## 拓展阅读
- Adam, Peter. Art of the Third Reich. New York: Harry N. Abrams. 1992. ISBN 0-8109-2615-6.